# Суспензія гуми
СУСПЕНЗІЯ ҐУМИ СКС-30, АГМ-15 (ГС) (рос. суспензия резины СКС-30, АГМ-15 (ГС); англ. resin СКС-30, resin АГМ-15 suspension; нім. Gummisuspension f СКС-30, АГМ-15 (ГС)) — подрібнена гума в дизельному пальному у співвідношенні 1:10; після змішування з пальним необхідно витримати для набухання (24 год і більше); найбільш ефективна в хлоркальцієвих розчинах, із збільшенням мінералізації ефективність зростає; застосовують як тампонажний матеріал; гасить будь-які піни; порошок ґуми виготовляється шиноремонтними підприємствами і відпускається в мішках; малоефективна в нафтоемульсійних розчинах, особливо насичених сіллю.